# Tom Benson Hall of Fame Stadium
Das Tom Benson Hall of Fame Stadium ist ein American-Football-Stadion in der US-amerikanischen Stadt Canton im Bundesstaat Ohio. Es ist der Austragungsort des jährlich stattfindenden Pro Football Hall of Fame Game der Pro Football Hall of Fame sowie von High-School- und College-Football-Spielen.

## Geschichte
Das Stadion wurde am 17. September 1938 eröffnet und war bis 2014 nach John A. Fawcett benannt, einem bekannten Sportler und Mitglied des örtlichen Bildungsausschusses. Fawcett starb am 23. Oktober 1935 im Alter von 44 Jahren, einige Jahre vor der Stadioneröffnung an einer Lungenentzündung. Es wird größtenteils von ortsansässigen High-Schools und Colleges genutzt und dient als Austragungsort von State Championship Games des Bundesstaates Ohio.
Das damalige Fawcett Stadium wurde für 500.000 US-Dollar errichtet und war zu dieser Zeit mit einer Kapazität von 15.000 Zuschauern das größte High-School Stadion der Vereinigten Staaten. Ursprünglich war es vom sogenannten „Stadium Park“ umgeben. In Gedenken an die Gründung der National Football League in Canton wurde im Park 1962 das Gebäude der Pro Football Hall of Fame errichtet.
Im Jahr 1997 wurde das Stadion grundlegend modernisiert. Für 4,3 Millionen US-Dollar wurden unter anderem ein neuer Kunstrasen verlegt, neue Spielerkabinen gebaut, Videowand und Beschallungsanlage erneuert und die Bedingungen für die Fans erheblich verbessert. Als 1998 die Austragung des Pro Football Hall of Fame Game in die Abendstunden zur Hauptsendezeit verlegt wurde, forderte der Fernsehsender ABC bessere Lichtverhältnisse. Daraufhin wurde die Flutlichtanlage um fünf auf neun Masten erhöht. Dafür zahlte die NFL 365.000 US-Dollar. Für 3,4 Mio. US-Dollar erhielt das Stadion 2009 eine neue Pressetribüne.
Im November 2014 wurde bekannt, dass Tom Benson, der Besitzer der New Orleans Saints (NFL) sowie der New Orleans Pelicans (NBA), der Pro Football Hall of Fame elf Millionen US-Dollar spendete. Es war die höchste Einzelspende in der Geschichte der Hall of Fame. Zehn Millionen der Summe flossen in die Renovierung des Stadions. Daraufhin vereinbarte die Hall of Fame mit dem Canton City School District das Stadion nach Tom Benson zu benennen. Das Fawcett Stadium wurde nach mehr als 75 Jahren in Tom Benson Hall of Fame Stadium umbenannt.